# Norma Talmadge
Norma Marie Talmadge (Nova Jersey, 2 de maio de 1894 — Las Vegas, 24 de dezembro de 1957) foi uma atriz norte-americana, estrelas da era do cinema mudo.
Sua carreira atingiu o estrelato no início de 1920, quando ficou entre os ídolos mais populares da tela americana. Sendo uma especialista em melodrama, após o sucesso do filkme "Smilin Through" (1922), trabalhou com o diretor Frank Borzage em "Secrets" (1924) e "The Lady" (1925). Talmadge casou-se com o milionário produtor de cinema Joseph Schenck e juntos criaram com sucesso a sua própria empresa de produção. Depois de alcançar a fama nos estúdios de cinema na costa leste, ela se mudou para Hollywood em 1922.
Talmadge foi uma das estrelas de cinema mais elegantes e glamourosas dos loucos anos vinte. No entanto, até o fim da era do cinema mudo, sua popularidade com o público tinha diminuído. Depois de seus dois talkies, que foram fracassos de bilheteria, ela se retirou aposentou, já uma mulher muito rica. Atualmente, é pouco lembrado, ainda que em seus dias fosse imensamente popular.
É irmã das também atrizes Natalie Talmadge e Constance Talmadge, e tia-avó de Camille Keaton.

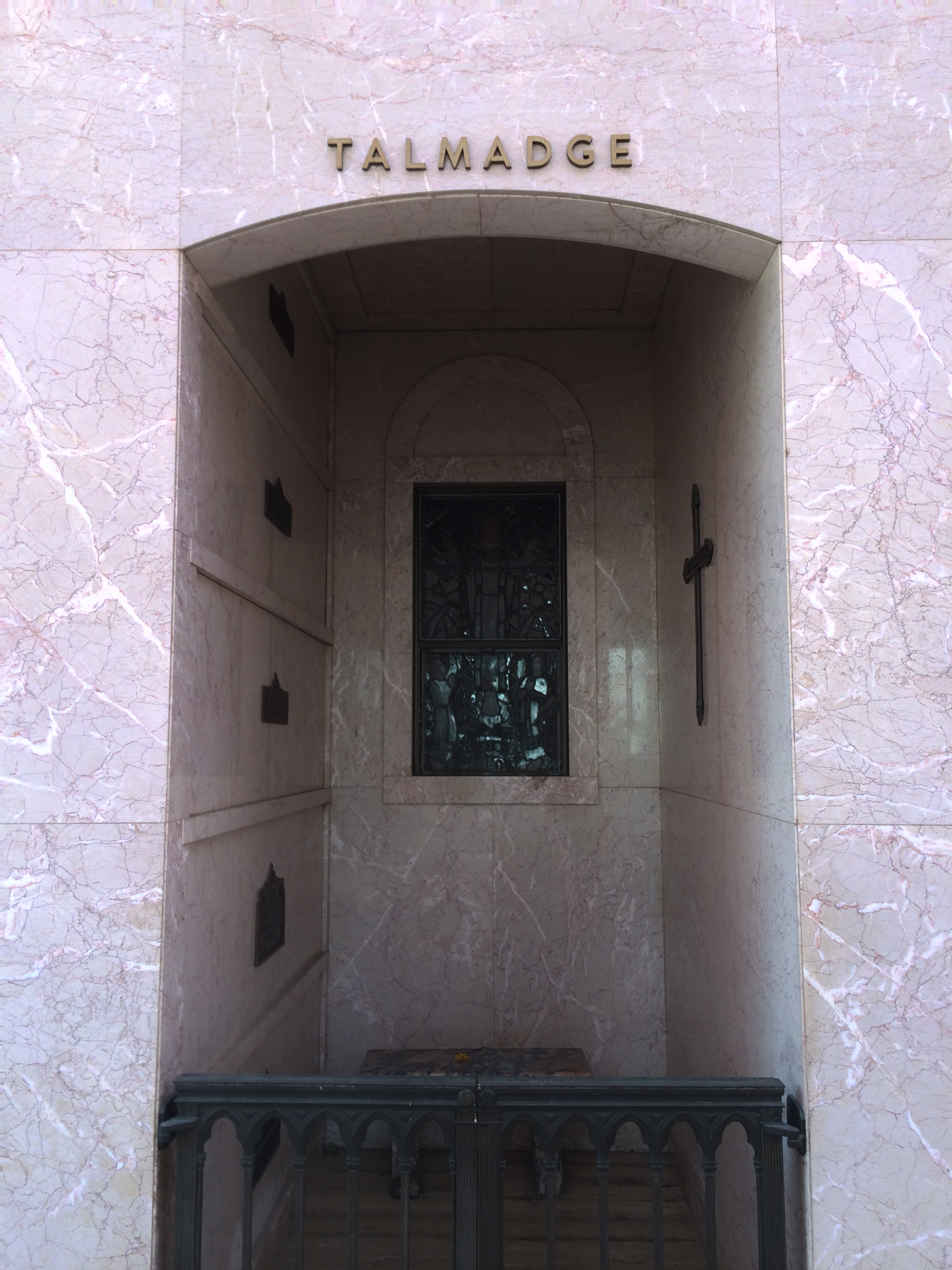
Cripta de Norma Talmadge no Hollywood Forever Cemetery

Está sepultada no Hollywood Forever Cemetery.

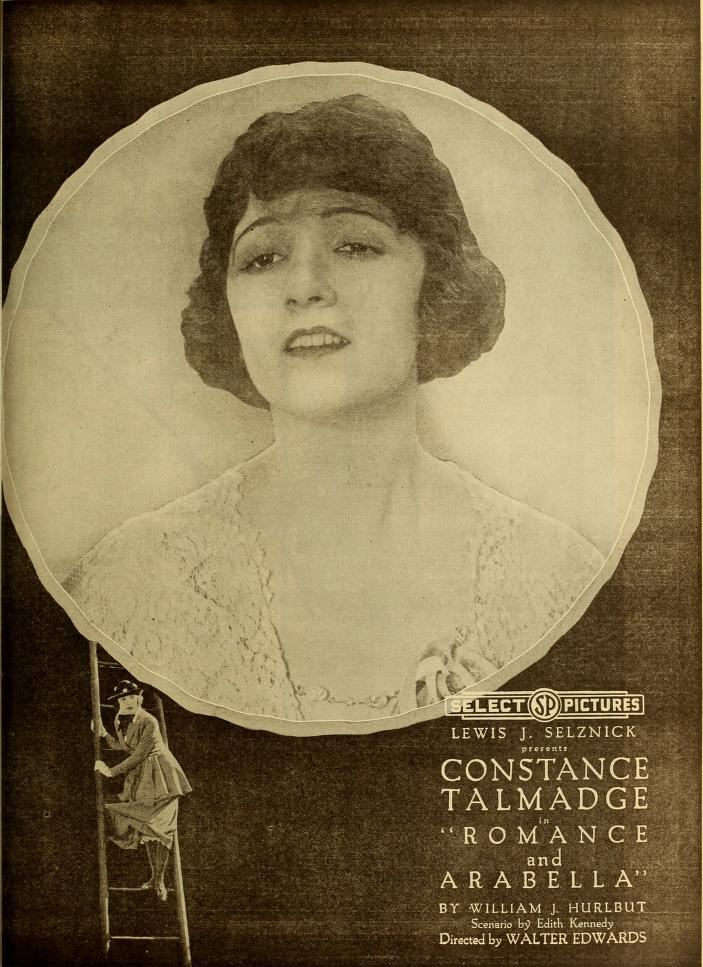
Constance Talmagde em Romance and Arabella,(1919)